# 橋本哲
橋本 哲（はしもと さとし）（1955年－）は日本の写真家の一人。
立木義浩に師事、4年間アシスタントを務め、1983年よりフリーカメラマンとなる。
雑誌撮影、写真集撮影、NHKテレビ番組の写真講座やフォトスクールの講師と写真に関する活動を行っている。

## 来歴
- 1955年香川県高松市生まれ
- 1979年専修大学文学部卒業、在学中より日本写真専門学院夜間部で写真を学ぶ
- 1979年立木義浩に師事
- 1983年独立しフリーカメラマンとなる

## 作風・人物像
雑誌、PR誌などの撮影を担当。撮影ジャンルは建築物から料理やテーブルフォトまで幅広いが、メインは人物写真である。コントラストが弱いソフトな雰囲気を重視した幅広い階調の写真が多いが、一方で写真集での撮影ではあえて逆光で撮影したコントラストの強い撮影も数多く見られる。
最近ではNHKテレビ番組の写真講座『すくすく子育て』（NHK教育テレビ）まいにちスクスク「デジカメ撮影術」や写真学校、フォトスクール、写真教室の講師を勤める。

## 主な作品・出版物など
■写真集
- 結城めぐみ写真集『つかまえて』
- 原久美子写真集『パッション』
- 全日本男子バレー写真集『ライブ』など

■その他
- シダックスエッセイ本『私のマザーフード』（冬青社刊）
- シダックスＰＲ女性誌『ALDE』
- 東京電力女性ＰＲ誌『 E-LIFE』
- 東武鉄道車内誌『スペーシア』
- 日本文化出版『月刊バレーボール』『月刊バスケット』
- ゴルフダイジェスト社『月刊ゴルフダイジェスト』
- 健康保険組合連合会『健康保険』